# Welaus
Welaus ist ein indonesischer Ort im Süden der Insel Timor, auf einer Meereshöhe von 144 m. Er gehört zum Desa Nordlakekun (Distrikt Kobalima, Regierungsbezirk Malaka, Provinz Ost-Nusa Tenggara).
Welaus ist eine der westlichsten Siedlungen der Bunak, einer Ethnie, die größtenteils im Nachbarstaat Osttimor lebt. Die meisten Bunak im Regierungsbezirk Malaka sind Nachkommen von Flüchtlingen, die das osttimoresische Maucatar verließen, als es 1916 von den Niederländern an die Portugiesen abgegeben wurde.